# Бостанов, Сослан Борисович
Сослан Борисович Бостанов (род. 17 июля 1983, Карачаево-Черкесская Республика) — российский дзюдоист, чемпион и призёр чемпионатов России, мастер спорта России международного класса. Имеет высшее образование. Живёт в Челябинске. Представлял Вооружённые силы. Тренировался под руководствам А. Е. Миллера, Юрия Чомаева и Азнаура Урусова. Выступал в полутяжёлой (до 100 кг) и тяжёлой (свыше 100 кг) весовых категориях.

## Спортивные результаты
- Мемориал Владимира Гулидова 2008 года (до 100 кг) — ;
- Мемориал Владимира Гулидова 2008 года (абсолютная категория) — ;
- Турнир на призы Владимира Путина 2010 года — ;
- Чемпионат России по дзюдо 2010 года — ;
- Чемпионат России по дзюдо 2011 года — ;
- Турнир на призы Владимира Путина 2012 года — ;
- Чемпионат России по дзюдо 2014 года — ;
- Чемпионат России по дзюдо 2018 года — .
- Победитель этапа Гран-при, 2018, Ташкент года —